# Ібрагім Бей
Ібрагім Бей (*араб. إبراهيم بك‎; нар. 1735 — 1816/1817) — каймакам (заступник) бейлербея Єгипетського еялету в 1780—1781, 1784—1785, 1803—1804 роках, 14-й і останній шейх аль-балад (володар держави) й голова мамлюцького бейлікату Єгипту в 1778-1786 і 1791-1798 роках.

## Життєпис
За походженням був грузином з роду Шинджикашвілі. Син християнського священика з села Марткопі (сучасна Квемо-Картлі). Народився 1735 року, отримавши ім'я Абрам. У віці 15 років його захопили османські работоргівці, що продали хлопця до Єгипту. Тут він прийняв іслам, ставши мамлюком у Мухаммад-бея, зрештою отримавши титул бея. Брав участь у походах до Сирії.
У 1771 році призначається аміром аль-хаджем. 1772 року підтримав заколот Мухаммад-бея проти султана Алі-бея. 1773 року передав посаду аміра аль-хаджа Мухаммад-бею. У 1774—1775 роках відзначився в поході до Палестини та придушені заколоту Захіра аль-Умара.
Після смерті Мухаммад-бея спільно з другом Мурад-беєм очолив клан аль-Мухаммадія, який вступив у боротьбу з Ісмаїл-беєм, очільником клану (бейту) мамлюків аль-Алавійя. Сам отримав титул шейха аль-балада (голови держави). 1778 року відправив посольство з багатими дарунками до Іраклія II, царя Картлі і Кахетії.
До 1778 року переміг суперника, призначивши Мурад-бей аміром аль-хаджем (головою каравану прочан до Мекки). Того ж року призначається османським диваном на посаду каймакама. Відновив потугу мамлюцького бейлікату в Єгипті. Потім захопив в сеннарського султаната область з містом Донгола.
Спільно з Мурад-беєм керував еялетом до 1784 року, коли той захопив одноосібну владу. Ібрагім-бей втік до Верхнього Єгипту. Але 1785 року вони замирилися й знову спільно стали керувати еялетом. 1786 року проти дуумвірату мамлюків виступив османський військовик Джезаїрлі Газі Хасан-паша. Мамлюки зазнали поразки від нього й мусили втікати на південь. Втім у 1787 році після відкликання Хасан-паші до столиці Ібрагім-бей спільно з Мурад-беєм повстали. 1788 року виступив проти Ісмаїл-паші, нового бейлербея, втім зазнав невдачі. Але отаборився у Верхньому Єгипті.
У 1791 році з огляду на відволікання османських військ на війну з Російською імперією Ібрагім-бей разом з Мурад-беєм перейшов у наступ, захопивши Каїр.
1798 року французька армія на чолі з Наполеоном Бонапартом висадилася в порту Александрії. Того ж року спільно з Мурад-беєм очолював війська у битві біля пірамід, де французи здобули перемогу. 1800 року разом з великим візиром Юсуфом Зіяюддін-пашою виступив проти французької армії, але у битві біля Геліополіса знову зазнав поразки.
Після евакуації 1801 року французьких військ вступив у боротьбу з очільниками албанських військ, що стали новою потугою в Єгипті. 1803 року сприяв поваленню яничарами Тахір-паші, очільнику албанців, що захопив владу. Невдовзі Ібрагім-бей знову став каймакамом. Втім у 1804 році відсторонений Мухаммадом Алі. У 1805 році зміг врятуватися під час винищення албанцями мамлюцьких беїв.
У 1811 році після наказу Мухаммада Алі щодо винищення мамлюків загинув син Ібрагім-бея, а він сам втік до Судану, де помер в Донголі 1816 або 1817 року.